# Amt Wehen

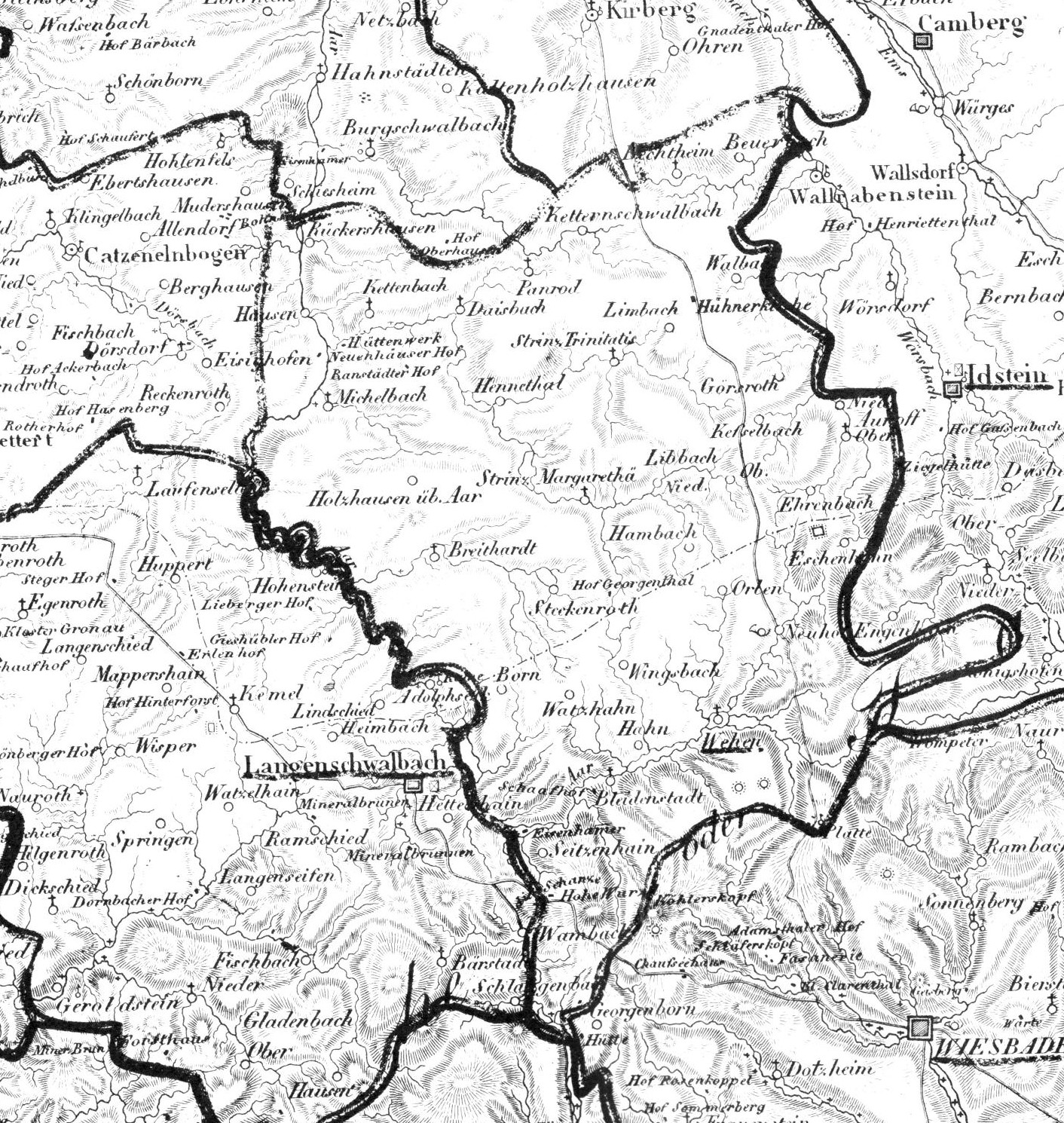
Karte des Amtes Wehen 1828

Das Amt Wehen mit Sitz in Wehen war ein Amt der Grafen von Nassau, 1355 bis 1629 von Nassau-Idstein und ab 1728 bis 1806 von Nassau-Usingen und danach ein nassauisches Amt im Herzogtum Nassau.

## Geschichte

### HRR
1444 ist Wehen Sitz des gleichnamigen Amtes, zu dem Wehen, Bleidenstadt, Orlen, Wingsbach, Born, Seitzenhahn und Hahn gehörten. Der Umfang des Amtes blieb bis 1816 unverändert.

### Herzogtum Nassau
Das Amt Wehen mit Sitz in Wehen war eines von 28 Ämtern im Herzogtum Nassau, das am 1. Juli 1816 im Rahmen einer Neuorganisation der nassauischen Verwaltung neu geschaffen wurde. An der Spitze des Amtes stand als örtlicher Statthalter des Herzogs ein Amtmann.
Zum Amt Wehen gehörten folgende 35 Ortschaften:
- die ehemals Nassau-Usingenschen Orte: Wehen, Bechtheim, Beuerbach, Born, Breithardt, Daisbach, Ehrenbach, Eschenhahn, Görsroth, Hahn, Hambach, Hausen über Aar, Hennethal, Kesselbach, Kettenbach, Ketternschwalbach, Limbach, Michelbach, Neuhof, Niederauroff, Niederlibbach, Oberauroff, Oberlibbach, Orlen, Panrod, Rückershausen, Seitzenhahn, Steckenroth, Strinz-Margarethä, Strinz-Trinitatis, Wallbach, Watzhahn, Wingsbach
- Der zur Hälfte Nassau-Usingensche, zur Hälfte Kurmainzische Ort Bleidenstadt und
- aus der Niedergrafschaft Katzenelnbogen der Ort Holzhausen über Aar.

1820 umfasste es 35 Gemeinde-Bezirke (alles Dörfer; Städte oder Flecken bestanden im Amt nicht) und 35 Höfe und Mühlen. Im Amt wohnten 1867 Familien oder 7.685 Einwohner. Davon waren 6.976 evangelisch, 552 katholisch, 4 Mennoniten und 153 Juden.
Im Jahr 1836 wurde das Amt Wehen wie folgt beschrieben:

„Das Amt Wehen. Von den 83.949 Morgen dieses Amtes sind 203 Morgen Gebäudestellen, 220 Gartenland, 31.378 Ackerland, 6.985 Wiesen, 9 Weiher, 36.431 Waldungen, 6.432 Dreschland und Waideplätze und 2.291 Morgen nicht besteuerte Liegenschaften. In den 1.452 Wohnhäusern leben in 2.203 Familien 9.251 Menschen, von denen 8.382 Evangelische, 704 Katholiken, 6 Mennoniten und 159 Juden sind.
   Wehen, fast eine Meile östlich von Langenschwalbach, Dorf mit 610 Einwohnern.“

Im Staats- und Adreß-Handbuch des Herzogthums Nassau aus dem Jahre 1862 wurde das Amt wie folgt beschrieben:

„Das Amt umfasste eine Gesamtfläche von 85.094 Morgen, davon 31.230 Morgen Ackerland und 39.320 Waldungen. Es war eingeteilt in 35 Gemeindebezirke, bestehend aus 35 Ortschaften mit acht Höfen und einzelnen Wohnhäusern, 22 Mühlen, zwei Eisenhämmern, einer Eisenhütte und zwei Ziegelhütten; einer Blei- und Silbererzgrube, drei Eisenstein- und sieben Dachschiefergruben.“

Nach einer Zählung Ende 1861 lebten im Amtsbezirk 2.968 Familien in 1.826 Wohnhäusern; die Gesamtbevölkerung betrug 11.714 Einwohner, davon 10.551 evangelisch-christliche, 958 Katholiken und 205 Juden.
Nach der Märzrevolution 1848 wurde die Verwaltung neu geordnet. Mit Gesetz vom 4. April 1849 wurden in Nassau Verwaltung und Rechtsprechung auf unterer Ebene getrennt. Die Reform trat zum 1. Juli 1849 in Kraft. Für die Verwaltung wurden 10 Kreisämter gebildet, die Ämter als Justizämter (also Gerichte der ersten Instanz) weitergeführt. Die Verwaltungsaufgaben des Amtes Wehen wurden vom Kreisamt Langen-Schwalbach wahrgenommen, die Rechtsprechung vom Justizamt Wehen. Die Reform wurde jedoch bereits am 1. Oktober 1854 wieder rückgängig gemacht, die Kreise wieder abgeschafft und die vorigen Ämter wiederhergestellt.

### Preußen
Das Amt Wehen wurde nach der preußischen Annexion des Herzogtums bei der Gliederung der neuen Provinz Hessen-Nassau in Landkreise am 22. Februar 1867 Teil des Untertaunuskreises. Erst im Rahmen dieser Neuordnung werden Verwaltung und Rechtsprechung getrennt. Für die Rechtsprechung in erster Instanz, die bisher durch das Amt vorgenommen wurde, wurde, zunächst die richterlichen Beamte in den Ämtern zuständig und zum 1. September 1867 das Amtsgericht Wehen gebildet.
Aber auch nach der Kreisgründung bleibt die bisherige Amtsstruktur erhalten. Die Königliche Verordnung vom 22. Februar 1867 regelte, dass „die Amtsbezirke als engere Verwaltungsbezirke in ihrer bisherigen Begrenzung bestehen“ bleiben. Die ehemaligen Ämter bilden die drei Bezirke des Kreises. Gemäß § 13 der Kreisverfassung entsendeten die Bezirke also die ehemaligen Ämter jeweils sechs Vertreter in den neuen Kreistag. Der Amtmann hatte die Aufsicht über die Ortspolizei und Organ des Landrates.
Mit der Verwaltungsreform von 1885/1886 wurden die Ämter endgültig aufgelöst.

## Personen

### Amtmänner
- 1772–1814: Carl Ibell
- (1814)1816–1821: Georg Ludwig Forst (Ernennung am 18. Oktober 1814, er war der Schwiegersohn von Carl Ibell)
- 1821–1826: Sebastian Engert
- 1826–1828: Carl Wilhelm Langsdorff
- 1828–1837: Karl Kalt
- 1837–1843: Franz Gie(s)se
- 1843–1849: Martin Friedrich Schenck
- 1854-(1866)1867: Johann Christian Vonhausen
- 1866–1886: Henrich Wilhelm August Oppermann

### Landesoberschultheißen
- Ludwig Karl Wenckenbach